# 코작
《코작》(영어: Kojak)는 1973년부터 1978년까지 방영된 미국의 범죄 드라마이다.